# 埃内斯托·桑佩尔·皮萨诺
埃内斯托·桑佩尔·皮萨诺（西班牙語：Ernesto Samper Pizano，1950年8月3日—）， 前任哥倫比亞总统。

## 早年
桑佩尔曾就读于Gimnasio Moderno school和哈维里亚那天主教大学（Pontificia Universidad Javeriana），穫得法律和經濟學碩士學位。後赴墨西哥國立金融大學和美國哥倫比亞大學學習。 

## 政治生涯
桑佩尔1981年步入政壇，1982年任駐聯合國大使，1986年任波哥大市政委員和國民議會參議員。1990年8月－1991年11月任經濟發展部長。1992年任駐西班牙大使至1993年回國參加總統競選。1994年6月當選哥倫比亞總統，8月7日就職。1995年任不結盟運動主席。
他在1989年在一次暴力活動中身中11槍，至今還有4顆子彈殘留體內。
| 前任： 塞萨尔·加维里亚·特鲁希略 | 哥倫比亞总统 1994年–1998年 | 繼任： 安德烈斯·帕斯特拉纳·阿朗戈 |